# Abszolút momentum
Egy valószínűségi változó abszolút momentumai több, a változó eloszlását jellemző számértéket is takarnak. Általánosan az X valószínűségi változó k-adik abszolút momentuma bármely k pozitív egész szám esetén az E(|X|k) által felvett értékként határozható meg (feltéve, hogy ez az érték létezik), ahol E(X) az X várható értékét jelöli.
Az X valószínűségi változó k-adik momentumának jelölésére a szakirodalomban nem szoktak külön jelölést alkalmazni, kiírják az E(|X|k)-t.

## További momentumok
A valószínűségszámításban és a matematikai statisztikában más momentumok is előfordulnak, ezek közül a legfontosabbak:
- momentum,
- centrális momentum,
- abszolút centrális momentum és
- faktoriális momentum.

## Megjegyzés
- A k-adik abszolút momentum kifejezés helyett szokás k-ad rendű abszolút momentumot is használni.